# Nationalbiografie
Eine Nationalbiografie ist ein biografisches Nachschlagewerk, bei dem für die Auswahl der dargestellten Personen deren Nationalität und Wirkungsraum maßgeblich ist. Als maßgebliche deutsche Nationalbiografien gelten die von 1873 bis 1912 erschienene Allgemeine Deutsche Biographie (ADB) und deren Nachfolger, die seit 1953 erscheinende Neue Deutsche Biographie (NDB). Eine Auflistung bekannter Nationalbiografien findet sich in der Liste der National-, Regional- und Lokalbiografien.
Kennzeichnend für eine Nationalbiografie ist der allgemeine Ansatz. So wird der gesteckte Rahmen im Vorwort der Allgemeinen Deutschen Biographie folgendermaßen beschrieben:

„Aufgenommen werden sollen aber in die Biographie alle bedeutenderen Persönlichkeiten, in deren Thaten und Werken sich die Entwickelung Deutschlands in Geschichte, Wissenschaft, Kunst, Handel und Gewerbe, kurz in jedem Zweige des politischen und des Culturlebens darstellt.“

Die Absicht ist demnach die Darstellung einer Nationalkultur im Spiegel ihrer bedeutenden Vertreter ohne Beschränkung auf bestimmte Tätigkeitsgebiete und mit einem zeitlichen Rahmen, der die Geschichte der betreffenden Nation weitgehend umfasst. Dementsprechend sind solche biografische Nachschlagewerke keine Nationalbiografien, die zwar nur Personen eines bestimmten Staates darstellen, sich aber auf bestimmte Gruppen wie Wissenschaftler (Gelehrtenlexikon, Gelehrtenkalender), Politiker und Beamte (Staatshandbuch, Staatskalender) oder Zeitabschnitte (Epochenbiografie) beschränken.
Biografische Nachschlagewerke, die sich auf Personen beschränken, die in vom jeweiligen Staat abhängigen Ländern geboren wurden oder dort gelebt und gewirkt haben, werden als Extranationalbiografien bezeichnet. Es kann sich dabei um Staaten mit einem (ehemaligen) Kolonialreich handeln, so verzeichnet zum Beispiel die Biographie belge d’outre-mer / Belgische overzeese biografie (Brüssel 1967–2015) Personen aus den überseeischen Gebieten Belgiens, es können aber auch Personen aus kulturell oder sonst wie abhängigen oder in Beziehung stehenden Gebieten sein. Beispiele sind hier das Schriftsteller-Lexikon der Siebenbürger Deutschen (Neuansatz Böhlau seit 1983, inzwischen 10 Bde.) oder Wie weit ist Wien. Lateinamerika als Exil für österreichische Schriftsteller und Künstler (Wien 1995).
Beschränkt sich der geographische Rahmen nicht auf einen Staat, sondern eine Region oder einen einzelnen Ort, so spricht man von Regionalbiografie (Beispiel: Badische Biographien) bzw. Lokalbiografie (Beispiel: Braunschweigisches Biographisches Lexikon).
Eine allgemeine Biografie, die keine Nationalbiografie ist, sondern Personen verschiedener Nationalität verzeichnet, wird internationale Biografie genannt. Im Allgemeinen werden Personen aus dem Kulturkreis einer solchen Biografie in größerer Zahl und ausführlicher dargestellt. Ein Beispiel ist The Cambridge biographical encyclopedia (2. Aufl. Cambridge 1998).